# DEFCON (datorspel)
För andra betydelser, se DEFCON.
DEFCON är ett realtidsstrategispel till Windows, OS X och Linux och behandlar ett kärnvapenkrig ur ett datorskärmsperspektiv som påminner litet om till exempel War Games. Spelet släpptes 29 september 2006 av Introversion Software, som distribuerar spelet digitalt via sin webbutik och Steam.

## Spelsätt
Spelet spelas på en avskalad världskarta och spelet börjar i DEFCON 5 då man får lägga ut trupper på kartan. Efter en viss tid förflyttas spelet till DEFCON 4 då man börjar se motståndarnas trupper med hjälp av radarn. I DEFCON 3 utbryter stridigheter, DEFCON 2 är i princip detsamma som DEFCON 3 och det avslutande skedet, DEFCON 1 är skedet då kärnvapenmissilerna börjar användas.
Spelets "vinnare" är den som förlorar minst. Det finns ett antal olika spelsätt där poängräkningen varierar. Men i huvudsak får man poäng för att döda motståndarens civilbefolkning och förlorar poäng om den egna civilbefolkningen dör.